# Rhytachne gonzalezii
Rhytachne gonzalezii là một loài thực vật có hoa trong họ Hòa thảo. Loài này được Davidse miêu tả khoa học đầu tiên năm 1984.